# .jo
.jo је највиши Интернет домен државних кодова (ccTLD) за Јордан.